# Centro Nacional de Estudios Espaciales
El Centro Nacional de Estudios Espaciales (CNES; en francés: Centre national d'études spatiales) es la agencia espacial del gobierno francés (administrativamente, una "administración pública con fines industriales y comerciales"). Su sede se encuentra en el centro de París y depende de los ministerios franceses de Defensa e Investigación.
Opera desde el Centro Espacial de Toulouse y el Centro Espacial de Kourou, pero también tiene cargas útiles lanzadas desde centros espaciales operados por otros países. El presidente del CNES es Philippe Baptiste. El CNES es miembro del Instituto del Espacio, sus Aplicaciones y Tecnologías. Es la mayor y más importante organización nacional de su tipo en Europa.

## Historia
El CNES se creó bajo el mandato del presidente Charles de Gaulle en 1961. Es la cuarta agencia espacial más antigua del mundo, después del programa espacial soviético (Rusia), la NASA (Estados Unidos) y la CNIE (Argentina). El CNES fue responsable de la formación de los astronautas franceses, hasta que los últimos astronautas del CNES en activo se trasladaron a la Agencia Espacial Europea en 2001.
Desde enero de 2015, el CNES está trabajando con Alemania y algunos otros gobiernos para iniciar un modesto esfuerzo de investigación con la esperanza de proponer un vehículo de lanzamiento reutilizable de LOX/metano para mediados de 2015. Si se construye, las pruebas de vuelo no comenzarían probablemente antes de aproximadamente 2026. El objetivo del diseño es reducir tanto el coste como la duración de la renovación del vehículo reutilizable, y está parcialmente motivado por la presión de opciones competitivas de menor coste con capacidades tecnológicas más nuevas que no se encuentran en el Ariane 6.

## Programas
El CNES se concentra en las siguientes áreas:
- Acceso al espacio
- Aplicaciones civiles del espacio
- Desarrollo sostenible
- Investigación científica y tecnológica
- Seguridad y defensa
- Acceso al espacio

Francia fue la tercera potencia espacial (véase Diamant) en lograr el acceso al espacio después de la URSS y Estados Unidos, compartiendo tecnologías con Europa para desarrollar la familia de lanzadores Ariane. La competencia comercial en el espacio es feroz, por lo que los servicios de lanzamiento deben adaptarse a las necesidades de los operadores espaciales. Las últimas versiones del vehículo de lanzamiento Ariane 5 pueden lanzar grandes satélites a la órbita geosíncrona o realizar lanzamientos dobles -lanzamiento de dos satélites de tamaño completo con un solo cohete-, mientras que los otros vehículos de lanzamiento utilizados para las cargas útiles europeas y los satélites comerciales -el Vega europeo/italiano y el Soyuz 2 ruso- son lanzadores de tamaño pequeño y medio, respectivamente.

### Desarrollo sostenible
El CNES y sus socios en Europa -a través de la iniciativa Vigilancia Mundial del Medio Ambiente y la Seguridad (GMES)- y en todo el mundo han puesto en marcha satélites dedicados a la observación de la tierra, los océanos y la atmósfera, así como a la gestión de riesgos y crisis. Los más conocidos son los satélites SPOT con el instrumento Vegetation, los satélites oceanográficos Topex/Poseidon, Jason-1 y Jason-2, el sistema Argos, Envisat y los satélites Pleiades.

### Aplicaciones civiles
El CNES participa en el programa de navegación Galileo, junto con la Unión Europea y la Agencia Espacial Europea (ESA), y, en un contexto internacional más amplio, en el sistema de búsqueda y rescate Cospas-Sarsat.

### Seguridad y defensa
El mencionado programa de navegación Galileo, aunque está destinado principalmente a la navegación civil, tiene también una finalidad militar, al igual que los sistemas similares de navegación por satélite estadounidense Global Positioning System y ruso GLONASS.
Además de SPOT y los futuros satélites Pléiades, el CNES trabaja para la comunidad de defensa como contratista principal de los satélites de reconocimiento fotográfico Helios.
Global Monitoring for Environment and Security -una iniciativa conjunta de la UE, la ESA y las agencias espaciales nacionales- pone en común los recursos espaciales para vigilar el medio ambiente y proteger a la población, aunque también incluye el apoyo por satélite a las fuerzas armadas en misiones de patrulla fronteriza, seguridad marítima y mantenimiento de la paz.

### Misiones en curso
La contribución de Francia a la Estación Espacial Internacional está dando a los científicos franceses la oportunidad de realizar experimentos originales en microgravedad. El CNES también está estudiando el vuelo en formación, una técnica por la que varios satélites vuelan componentes de un instrumento mucho más pesado y complejo en una configuración cercana y estrechamente controlada, con satélites que están tan cerca como decenas de metros de distancia. El CNES estudia el vuelo en formación en el marco del proyecto PRISMA, dirigido por Suecia, y por su cuenta con la misión del telescopio de rayos X Simbol-x.
En la actualidad, el CNES colabora con otras agencias espaciales en varios proyectos, como los telescopios orbitales INTErnational Gamma-Ray Astrophysics Laboratory, XMM-Newton y COROT, y sondas espaciales como Mars Express, Venus Express, Cassini-Huygens y Rosetta. El CNES ha colaborado con la NASA en misiones como el satélite de observación de la Tierra PARASOL y el satélite medioambiental y meteorológico CALIPSO.
También ha colaborado con la Agencia Espacial India (ISRO) en la misión Megha-Tropiques, que estudia el ciclo del agua y su impacto en el cambio climático. El CNES desempeña un papel importante en el Living Planet Programme de la ESA de satélites de observación de la Tierra, habiendo construido el satélite de Humedad del Suelo y Salinidad del Océano (SMOS).